# Frank Frazetta
Frank Frazetta, nato Frazzetta (Brooklyn, 9 febbraio 1928 – Fort Myers, 10 maggio 2010), è stato un illustratore, pittore, scultore e autore di fumetti statunitense specializzato nell'arte fantasy e fantascientifica.

## Biografia

### Primi anni e lavoro da fumettista
Frazetta è nato e cresciuto a Brooklyn (New York). All'età di otto anni, grazie all'insistenza dei suoi insegnanti, i genitori di Frazetta lo iscrissero alla Brooklyn Academy of Fine Arts. Frequentò l'accademia per otto anni sotto la tutela di Michael Falanga, un artista italiano vincitore di vari premi, colpito dal talento del ragazzo. Falanga, che sognava di mandarlo in Europa a sue spese, per far progredire i suoi studi, morì improvvisamente nel 1944 e con lui il suo sogno. Alla fine degli studi presso la Brooklyn Academy, circa un anno dopo la morte di Falanga, Frazetta fu costretto a cercare lavoro per guadagnarsi da vivere.
A 16 anni, Frazetta iniziò a disegnare come fumettista per vari temi: western, fantasy, gialli, storici ed altri temi di fumetteria contemporanei. Alcuni dei suoi primi lavori furono per fumetti di animali parlanti, che firmava col nome di "Fritz". Durante questo periodo rinunciò a lavori offertigli da giganti, uno tra tutti Walt Disney. Nei primi anni cinquanta lavorò per la EC Comics e per la DC Comics (tra i suoi disegni il supereroe Cavaliere splendente), la Avon e varie altre compagnie del campo. La maggior parte del suo lavoro nel campo dei fumetti fu eseguito in collaborazione coi suoi amici Al Williamson e Roy Krenkel.
Attraverso il lavoro sulle copertine di Buck Rogers per la Famous Funnies, Frazetta iniziò a lavorare con Al Capp sul suo Li'l Abner. Frazetta stava anche producendo la sua linea di fumetti, Johnny Comet, così come stava assistendo Dan Barry sul giornaliero Flash Gordon. Nel 1961, dopo nove anni con Capp, Frazetta ritornò ai fumetti regolari. Avendo emulato lo stile di Capp per così tanto tempo, lo stesso lavoro di Frazetta durante questo periodo sembrava un po' maldestro rispetto al suo vero stile, impaziente di emergere.
Il lavoro su fumetto di Frazetta è comunque difficile da trovare. I fumetti cambiarono durante il suo periodo con Capp ed il suo stile era profondamente antiquato. Alla fine si unì a Harvey Kurtzman nella realizzazione della parodia Little Annie Fanny sul magazine Playboy.

### Hollywood e le copertine: lavoro su commissione
Nel 1964, i disegni di Frazetta di Ringo Starr per Mad Magazine catturarono gli occhi degli United Artists studios. Fu avvicinato per fare i poster per Ciao Pussycat e guadagnò il suo stipendio di un anno in un pomeriggio.
Realizzò diversi altri poster cinematografici. Frazetta iniziò anche a produrre dipinti per edizioni stampate di libri d'avventura. Le sue copertine per la collezione di libri sword and sorcery Conan di Robert E. Howard e L. Sprague de Camp (1966) creò scalpore - molte persone comprarono il libro solo per la sua copertina. Questa interpretazione di Conan essenzialmente ridefinì il genere dello Sword and sorcery visibilmente ed ebbe un'enorme influenza sulle successive generazioni di artisti. Da questo punto in poi, il lavoro di Frazetta fu di gran richiesta. Durante questo periodo realizzò anche copertine per le edizioni stampate dei classici di Edgar Rice Burroughs, come quelli su Tarzan e John Carter di Marte. Realizzò anche varie illustrazioni a inchiostro per molti di questi libri.
Da questo momento la maggior parte del lavoro di Frazetta fu di natura pubblicitaria, realizzando disegni e illustrazioni per poster cinematografici, copertine e calendari. Molti dei suoi disegni non furono commissionati ma ciò nonostante divennero altamente ricercati commercialmente.
Il lavoro di Frazetta è stato per lungo tempo ammirato da molte personalità hollywoodiane. Clint Eastwood, George Lucas, Steven Spielberg e Sylvester Stallone sono fan e amici di Frazetta e molti di loro gli hanno commissionato lavori per i loro progetti cinematografici.
Durante gli anni settanta e ottanta molti artisti cominciarono ad emulare lo stile artistico di Frazetta aggiungendo disegni sui pannelli esterni ad un bus o sui muri. I murali spesso dipingevano maghi e streghe, e furono la forma successiva di personalizzazione dopo il fiammante stile fumettistico degli anni cinquanta e sessanta.
Una volta assicuratosi una reputazione, gli studi cinematografici iniziarono a provare ad attirarlo per farlo lavorare sui film d'animazione. La maggior parte, comunque, avrebbe dato lui solo la partecipazione con il proprio nome, la maggior parte del controllo creativo sarebbe stata destinata ad altri. Alla fine, nei primi anni ottanta, gli venne fatta un'offerta con un suo controllo creativo maggiore. Frazetta lavorò con il produttore d'animazione Ralph Bakshi al soggetto di Fire and Ice - Fuoco e ghiaccio, realizzato nel 1983. Molti dei protagonisti e la maggior parte della storia furono creazioni di Frazetta. Il film fu segnato da una delusione commerciale, comunque, dato che l'immaginario di Frazetta non poteva essere sufficientemente rappresentato attraverso le tecnologie ed i metodi di allora.
Ben presto, Frazetta tornò alle sue radici di disegnatore ed illustratore.
I lavori di Frazetta sono stati usati da un gran numero di artisti come copertine per i loro album musicali. I primi due album di Molly Hatchet (The Death Dealer e Dark Kingdom); il secondo album dei Dust (Hard Attack); i Nazareth usarono "The Brain" per il loro album del 1977 (Expect No Mercy).
Frazetta creò anche copertine artistiche nuove di zecca che apparirono su Buddy Bought The Farm, il secondo album dei
The Dead Elvi. Recentemente, i Wolfmother hanno usato The Sea Witch come copertina per il loro album di debutto omonimo. Questi hanno anche usato i disegni di Frazetta per le copertine dei loro singles e per alcuni dei loro prodotti, come t-shirt.

### Ultimi anni
Oggi, il lavoro di Frazetta è così riconosciuto che anche schizzi incompleti vengono venduti per migliaia di dollari. Il suo lavoro primariamente commerciale è ad olio, ma Frazetta ha lavorato anche ad acquarello, inchiostro o sola matita. Ha vissuto con sua moglie Ellie, da cui ha avuto i figli Billy Frazetta, Holly Frazetta Taylor e Alfonso Frank Frazetta.
Nei suoi ultimi anni è stato colpito da una serie di problemi di salute, tra cui la tiroidite.
Nel 2003 è stato girato un documentario sulla vita e la carriera di Frank Frazetta intitolato Frazetta: Painting with Fire.
Il 17 luglio 2009 sua moglie Ellie muore di cancro. A seguito di questo avvenimento viene riportato tramite comunicato, che il sito web dell'artista è stato momentaneamente chiuso fino a data da destinarsi e Frazetta assume Rob Pistella e Steve Ferzoco per gestire gli affari commerciali.
Il 9 dicembre 2009 il figlio Alfonso Frank Frazetta, 52 anni, conosciuto come Frank Jr., viene arrestato per aver tentato di rubare 90 dipinti dal museo del padre. Egli sostenne di aver agito così per evitare che i quadri venissero venduti dopo la morte di Ellie e che il padre Frank gli avesse conferito la carica di procuratore della sua casa. Billy Frazetta, Holly Frazetta Taylor e Heidi Grabin, nel marzo 2010, citarono in causa Frank Jr. per illecita appropriazione delle opere paterne. Il 23 aprile 2010 la famiglia ha dichiarato che "tutti i litigi riguardanti la famiglia e l'arte di Frank Frazetta sono stati risolti".
Frank Frazetta muore il 10 maggio 2010 all'età di 82 anni a causa di un ictus.
Ebbe come allievo Ken Kelly.